# Bevegem
Bevegem is een wijk in Zottegem, een stad in de Belgische provincie Oost-Vlaanderen. De wijk ligt in het oosten van het stadscentrum, er van gescheiden door de spoorweg.

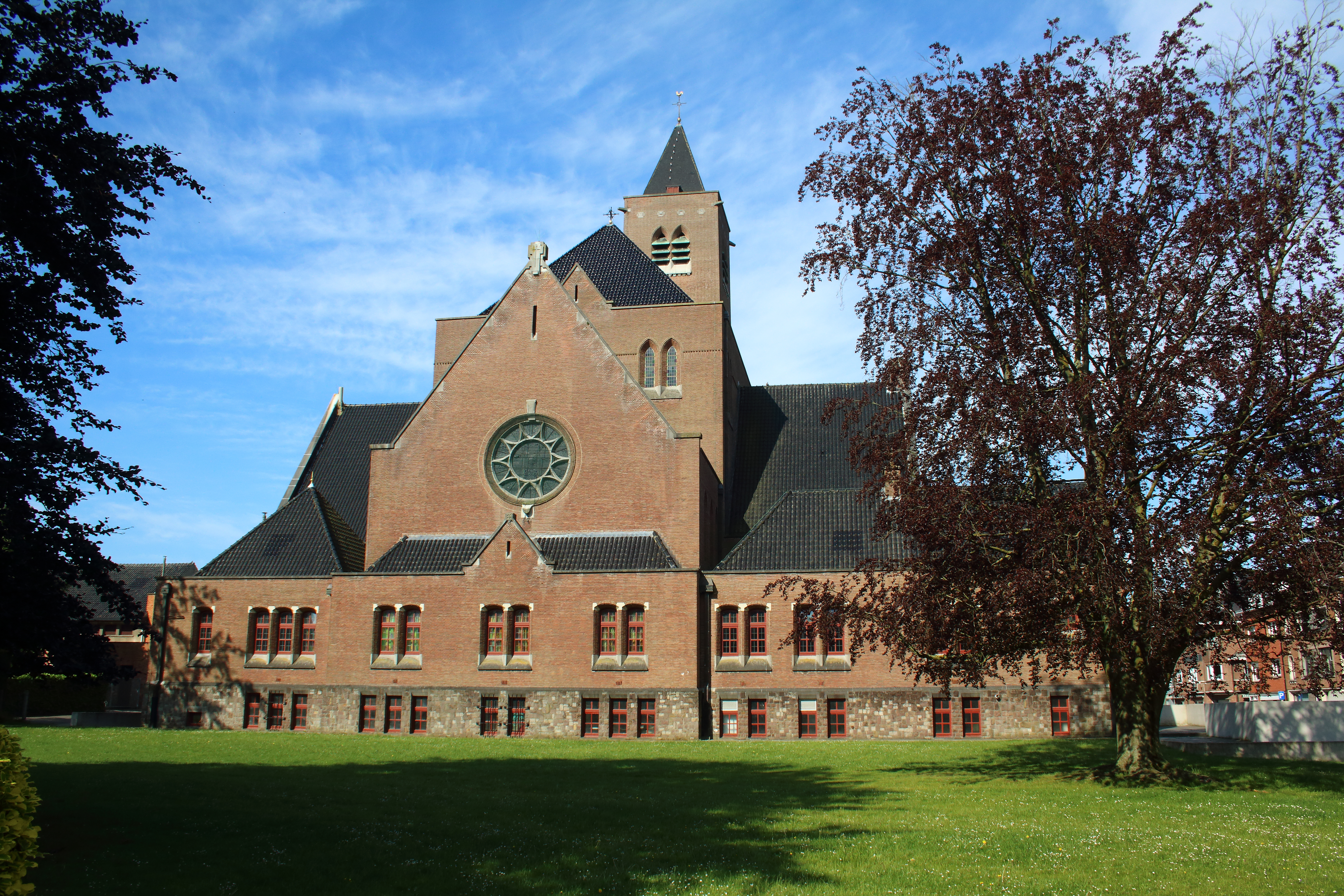
Heilig Hartkerk

## Geschiedenis
De plaatsnaam is een samenstelling van Bivo, met de achtervoegsels -inga en -heim, dus de woonplaats van de lieden van Bivo. Bevegem bleef eeuwenlang een landelijk gebied, ten oosten van de stadskern. De heerlijkheid gold in de middeleeuwen als "buiten" van Zottegem. Het gebied viel op kerkelijk gebied gewoon onder Zottegem.
In de 14e eeuw bevonden er zich twee pachthoeven. In de 18de eeuw nam de landbouwnijverheid (vlas, koolzaad) er al toe. De Atlas der Buurtwegen uit het midden van de 19de eeuw toont nog steeds een open gebied, maar duidt wel een gehuchtje Bevegem aan, meer dan een kilometer ten zuidoosten van het stadscentrum, net ten noorden van het dorpje Godveerdegem. In 1867 werd net ten oosten van het stadscentrum van Zottegem de spoorlijn Gent - Geraardsbergen geopend en enkele jaren later volgde de spoorlijn Brussel - Kortrijk, waarlangs het station van Zottegem werd geopend. De spoorweg sneed het landelijk gebied van Bevegem af van het stadscentrum. De spoorweg trok industrie en ook pendelaars voor de Brusselse agglomeratie aan. Door de verhoogde inwijking groeide de stad uit en zo groeiden aan de spoorwegovergangen ook woonkernen in het voorheen landelijke gebied ten oosten van de stad.
In de twintigste eeuw groeide de stad verder uit naar het oosten. In het interbellum werden arbeidershuizen ingepland ten oosten van de spoorweg en vanaf het midden van de jaren 30 vatte men het plan op voor de aanleg van een nieuwe woonwijk in Bevegem. In 1938 diende men de aanvraag in voor de oprichting van een nieuwe, zelfstandig parochie in Bevegem. De onderpastoor van de Gentse Sint-Jozefsparochie werd de eerste pastoor van de nieuwe Heilig-Hartparochie. In 1940 werd een eerste noodkerk opgetrokken. De volgende jaren werden plannen gemaakt voor een nieuwe Heilig Hartkerk. De bouw begon na de Tweede Wereldoorlog, in 1948, en in 1950 werd de kerk ingezegend. Halverwege de eeuw werd het gebied uiteindelijk verder geürbaniseerd. In 1964 werd het Oorlogsmonument op het Politiek Gevangenenplein ingehuldigd. In Bevegem liggen het stedelijk sportcentrum de Bevegemse Vijvers (met zwembad, een Finse piste, een fit-o-meter, sportzalen, een fuifzaal en een feestzaal) en het sportcomplex aan Stedelijk sportstadion Jules Matthijs. Er zijn ook twee middelbare scholen: de Campus Bevegem van het Onze-Lieve-Vrouwcollege en Richtpunt Campus Zottegem.

## Bezienswaardigheden
- de Heilig Hartkerk

## Verkeer en vervoer
In het zuiden van Bevegem loopt de Godveerdegemstraat (N454), een zuidoostelijke uitvalsweg uit Zottegem. In het noorden loopt de Grotenbergestraat.
Tussen Bevegem en de oude stadskern bevindt zich het Station Zottegem op Spoorlijn 89 en Spoorlijn 122.

## Nabijgelegen kernen
Zottegem, Godveerdegem, Grotenberge, Leeuwergem
Deelgemeenten: Elene · Erwetegem · Godveerdegem · Grotenberge · Leeuwergem · Oombergen · Sint-Goriks-Oudenhove · Sint-Maria-Oudenhove · Strijpen · Velzeke-Ruddershove · Zottegem

Plaatsen, gehuchten en wijken: Bevegem · Ruddershove · Velzeke 

Belgische gemeenten · Arrondissement Aalst · Oost-Vlaanderen · Vlaanderen